# Ozyptila strandi
Ozyptila strandi là một loài nhện trong họ Thomisidae.
Loài này thuộc chi Ozyptila. Ozyptila strandi được Gábor von Kolosváry miêu tả năm 1939.